# 伯克利城堡
伯克利城堡（英語：Berkeley Castle；/ˈbɑːrkli/ BARK-lee）是英格兰的一座城堡，位于格洛斯特郡斯特劳德区伯克利。城堡可追溯到11世纪，已被英格兰遗产委员会列为I级登录建筑。
伯克利城堡自12世纪重建后，一直属于伯克利家族，除了一个时期归都铎王朝皇家所有。传统上认为，这里是1327年国王爱德华二世被谋杀的现场。

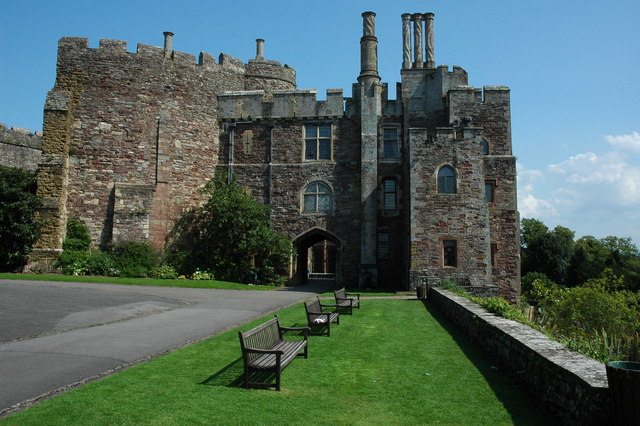
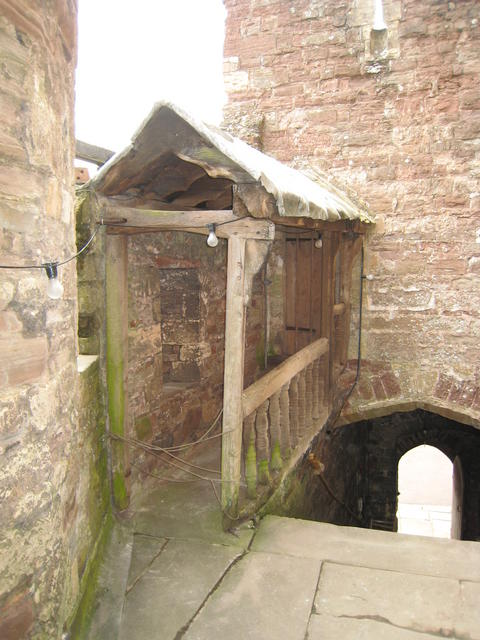
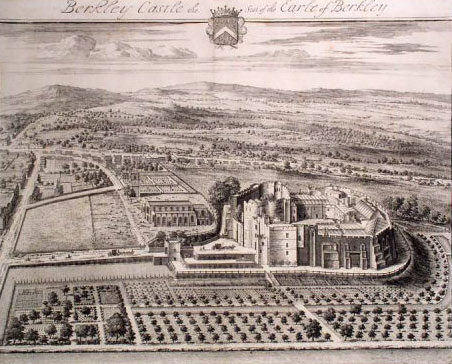
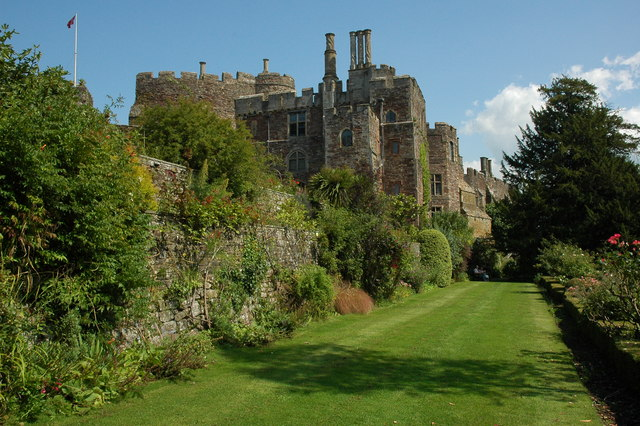
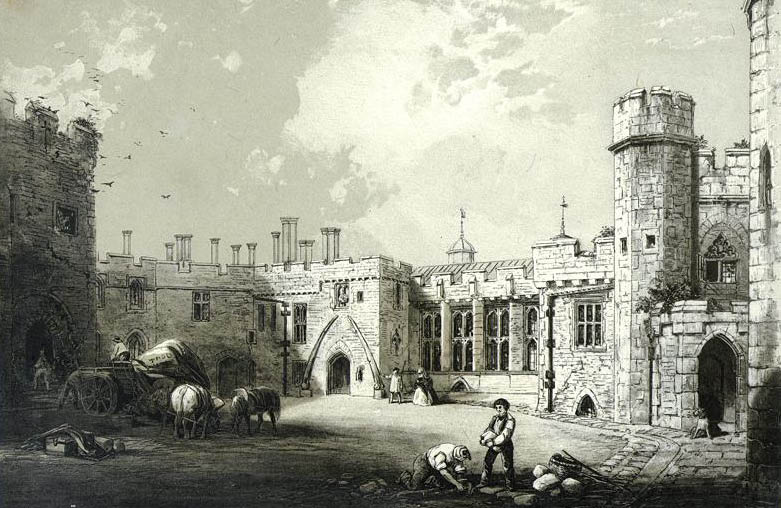

1956年起，伯克利城堡向游客开放。